# معركة بيت سوريك
معركة بيت سوريك، واحدة من أبرز المعارك قبيل النكبة عام 1948، وقعت في قرية بيت سوريك الواقعة إلى الشمال الغربي من مدينة القدس، والتي تشرف على طريق المواصلات الرئيسي بين يافا والقدس.

## خلفية المعركة
صاحب الأشهر الأخيرة للانتداب البريطاني، قرار التقسيم، الذي بدوره أشعل الصراع بين الجانب الفلسطيني والاخر الصهيوني في كل أنحاء القدس. كان من جملة هذه المعارك التي أبلى فيها الفلسطينيون بلاءًا عظيمًا قبل النكبة، معركة بيت سوريك. في 25 ديسمبر/كانون الأول من 1947 وبعد شهر واحد من إعلان قرار التقسيم، تألفت في مدينة صوريف شمالي الخليل قوة من الشباب المتحمسين للقتال والنضال ضد الاحتلالين الصهيوني والبريطاني، سُميت «جيش الجهاد المقدس»، كان على رأسها عبد القادر الحسيني بمعاونة 25 شابًا آخر من مناطق القدس والخليل وغيرها، كانت لهم إسهامات مهمة في حركة النضال يومذاك.

## التربّص بالعدو
تشرف قرية بيت سوريك على طريق المواصلات الرئيسي بين السهل الساحلي الواصل بين مدينتي يافا والقدس، وذلك لأنّها تقع إلى الشمال الغربي من مدينة القدس، وتبعد عن هذا الطريق نحو 2.5 كيلومتر.
خطّط مجاهدو منطقة القدس لقطع طريق المواصلات بين الساحل والقدس، خاصةً وأنّ عدد السكان اليهود الذين كانوا يقطنون في المدينة كان يُقدّر بحوالي مئة ألف.
بثّ قائد قوات «جيش الجهاد المقدس» عبد القادر الحسيني العيون لجمع المعلومات عن أنشطة الصهاينة العسكرية وحركة قوافلهم، فتلقى أخبارًا تفيد بأن الصهاينة سيرسلون إلى مدينة القدس يوم 19 يناير/كانون الثاني 1948 قافلة كبيرة من السيارات بينها عدد كبير من حاملات المواد التموينية، برفقة قوات صهيونية بريطانية مشتركة لحمايتها، على رأسها زعيم الصهاينة الأشهر حينها حاييم وايزمان.
فور ورود هذه المعلومات إلى المجاهدين، عقد الحسيني اجتماعًا عاجلًا حضره نائبه كامل عريقات، إبراهيم أبو ديه وقادة قطاعات قرى ساريس، القسطل، قالونيا وصوبا، ووضعت خطة لتدمير القافلة والقوات التي تتولى حراستها.

## المعركة

### عبد القادر الحسيني يقود المعركة
وُزعت المهام العسكرية على المجتمعين، حيث قرّر الحسيني أن يتولى بنفسه قيادة الهجوم، ثمّ كلّف نائبه كامل عريقات بحشد القوات والإجراءات اللازمة ليساعده في ذلك إبراهيم أبو ديّة، واجتمع إلى جانب قوات «جيش الجهاد المقدس» عدد من أهالي بيت سوريك والقرى المجاورة، ونجدة قدمت من مدينة جنين بقيادة المجاهد فوزي جرار.
كانت الخطة تقضي بتوزيع القوات على جانبي الطريق، وأن تقوم مجموعة التدمير بقيادة فوزي القطب بزرع الألغام ليلًا في أماكن معيّنة من الطريق، مع فجر يوم 19 يناير/كانون الثاني 1948 أقام الحسيني ونائبه مقر القيادة في قرية بيت عنان القريبة من بيت سوريك.
بعد أن نصب الكمين حسب الخطة المرسومة، علم الحسيني وصحبه أن القافلة الصهيونية تجتاز ممر باب الواد باتجاه القدس، فانتقل الجميع إلى قرية بيت سوريك، وطلب القائد من نائبه كامل عريقات أن يتوجه إلى مركز الكمين المنصوب للقافلة، وكان فيه إبراهيم أبو دية وعدد من المسلحين وفوزي القطب وأفراد مجموعة التدمير.
كان الزعيم اليهودي حاييم وايزمان- الذي وصل إلى فلسطين يومئذ- مع القافلة، وحين اقتربت القافلة من الكمين المعدّ لها، عرف الصهاينة ما أُعدّ لهم فتركوا سياراتهم، وهربوا صوب الجبال متجهين ناحية مستوطنة «الخمس» الصهيونية أو «معاليه حاشماه» القريبة للاحتماء بها، لكنّ المقاتلين الفلسطينيين تعقبوهم، واشتبك الفريقان، وكان تسليح اليهود متقدمًا للغاية من حيث القنابل اليدوية والرشاشات مقارنة ببنادق العرب العادية.

### معركة مع البالماخ
استغلت العصابة اليهودية المعروفة بـ«البالماخ» ما يجري من رحى معركة حامية بين الجانبين، ونزلت بقواتها وعتادها إلى قرية بيت سوريك، فحاصرت القرية والفلسطينيين بزعامة الحسيني وصحبه، مدججين بمدافع رشاشة.
بل إنّ بعض شهود العيان الذين رووا أحداث هذه المعركة الطاحنة، أكدوا اشتراك مصفحتين بريطانيتين مدججتين بأحدث الرشاشات دعمًا للهجوم الصهيوني، وكانتا سببًا رئيسًا في إصابة عدد كبير من المقاتلين الفلسطينيين في هذه المعركة الشرسة.
انتشرت أنباء هذه المعركة وحصار الفلسطينيين المقدسيين بزعامة الحسيني في القرى المقدسية القريبة مثل بيت دقُّو، القبيبة، بيت عنان وقطنة، يروي في سياق ذلك المؤرخ الفلسطيني عارف العارف أنّ الناس في تلك القرى المقدسية، فضلًا عن سكان رام الله وقراها، هبّوا لنجدة إخوانهم المحاصرين في بيت سوريك.

## نتائج المعركة
انطلق رجال قرى القدس لنجدة إخوانهم المحاصرين، وقبل أن تغرب الشمس انتصر المجاهدون ورفع الحصار، ارتد اليهود منسحبين إلى الخلف تاركين وراءهم 34 قتيلًا و29 جريحًا، بينما استشهد فلسطيني واحد وجرح خمسة آخرون على رأسهم القائد الميداني أبو دية، وغنم المجاهدون ثماني بنادق وأربعة رشاشات.
أراد المقدسيون مهاجمة مستوطنة «الخمس» الصهيونية، لكن تعرّض لهم مجموعة من عناصر الشرطة البريطانية، ودخل الفلسطينيون معركة ثانية بدعم من الأمن البريطاني للصهاينة.
نظرًا لقوة التسليح والتدريب البريطاني على الأرض، ارتد المهاجمون الفلسطينيون صوب قرية بيت سوريك بعد نصر كبير أحرزوه على الصهاينة بعتاد متواضع، ودون أيّ دعم من الجوّ كما فعل البريطانيون مع الصهاينة، وفي نهاية المعركة أخذ المقاتلون الفلسطينيون جثث الصهاينة صوب مدينة رام الله لعرضها وسط المدينة أمام الفلسطينيين دليلًا على الانتصار.